# Associação Bancarios da Bahia
Associação Bancarios da Bahia is een Braziliaanse voetbalclub uit Salvador in de provincie Bahia. De club staat ook kortweg bekend als ABB.

## Geschiedenis
De club werd opgericht in 1976. Twee jaar later speelde de club voor het eerst in de hoogste klasse van het Campeonato Baiano. De club speelde er drie jaar maar eindigde steevast onderaan. In 1985 en 1986 speelde de club opnieuw in de hoogste klasse van de staatscompetitie maar ook nu eindigde het elftal onderaan. De club werd daarna een amateurclub en heeft een jeugdopleiding.